# Międzyzdroje
Międzyzdroje [mʲɛnʣɨˈzdrɔjɛ] (deutsch Misdroy) ist eine etwa 5500 Einwohner umfassende Stadt mit Sitz einer Stadt- und Landgemeinde auf der Insel Wolin (deutsch: Wollin), im Powiat Kamieński (Kreis Cammin) der polnischen Woiwodschaft Westpommern und einer der bekanntesten Badeorte der Ostseeküste.

## Geographische Lage

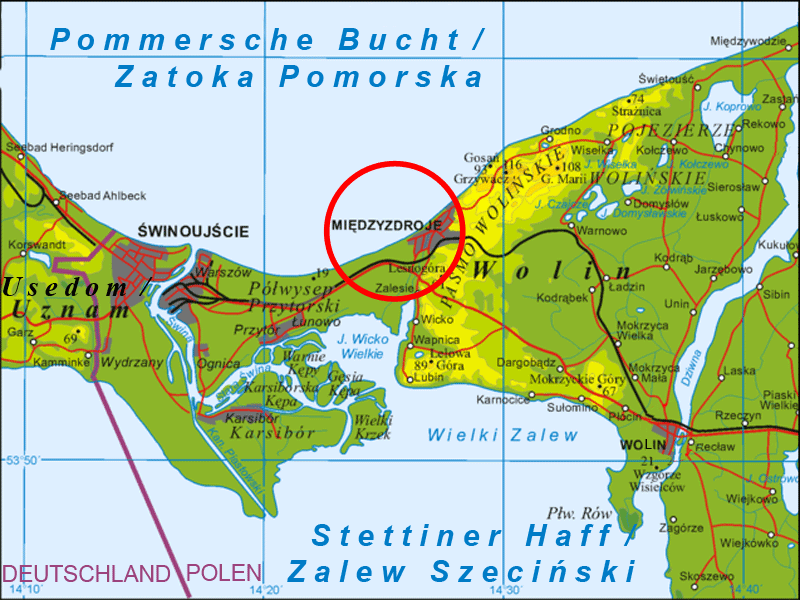
Lage der Stadt Międzyzdroje auf der Insel Wolin

Międzyzdroje liegt an der Nordseite der Insel Wolin, im polnischen Teil Vorpommerns, direkt an der zur Ostsee gehörenden Pommerschen Bucht. Stettin im Süden ist etwa 60 Kilometer entfernt, Berlin im Südwesten etwa 230 Straßenkilometer.

## Geschichte

### Von der Ortsentstehung bis zum 19. Jahrhundert
Die Geschichte  des Orts lässt sich bis ins 13. Jahrhundert zurückverfolgen. 1554 wurde Misdroy urkundlich als Eigentum der deutschen Dompropstei Cammin erwähnt. Bis zu seinem Aufstieg zum Seebad galt es als kleines Dorf, das nur von einigen Kolonisten bewohnt war, die sich von Fischfang und kümmerlicher Landwirtschaft ernährten.

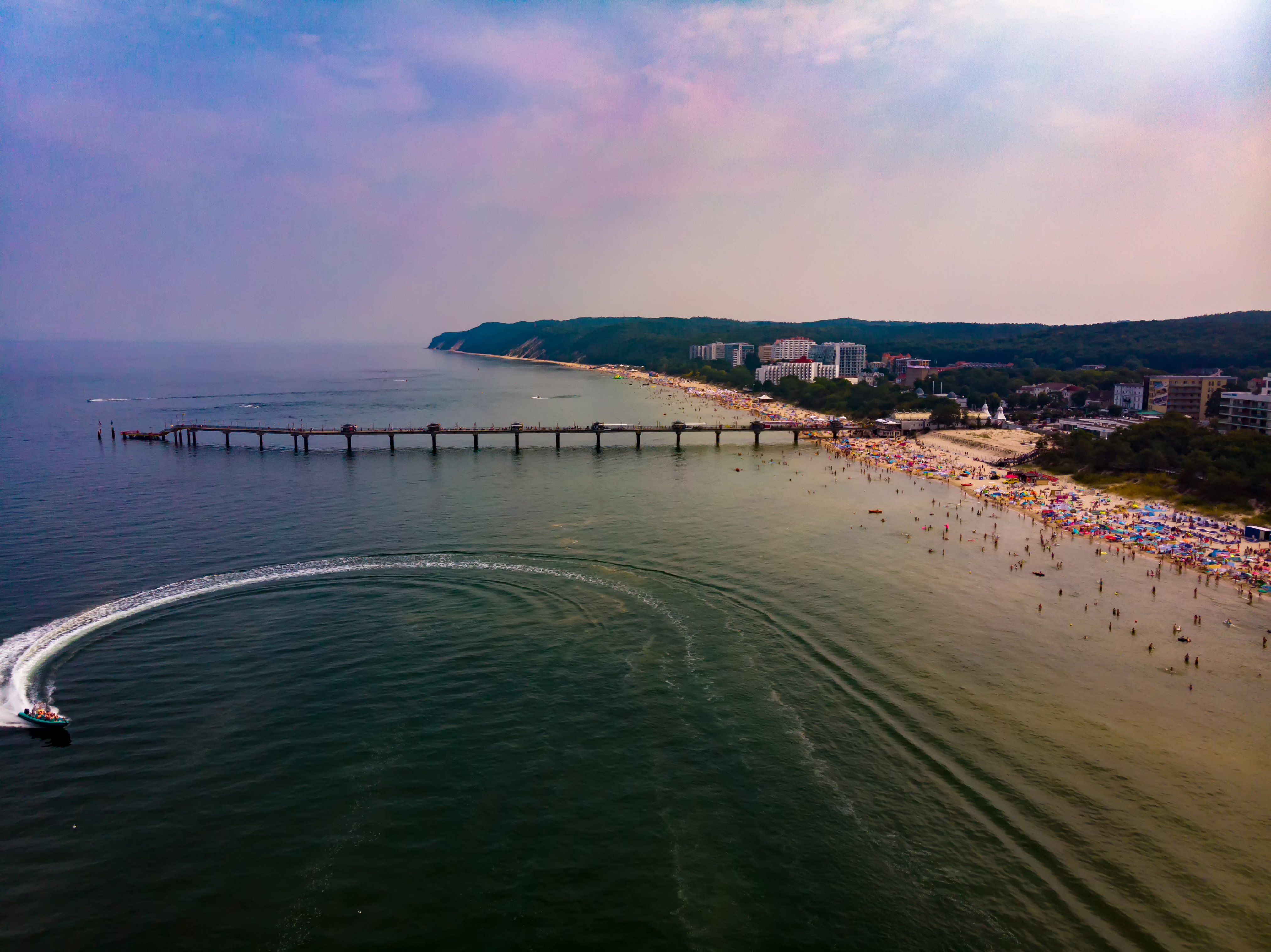
Strand von Międzyzdroje (2020)

Zum Badeort wurde Misdroy zwischen 1830 und 1835. Von 1830 an zählte man einzelne Badegäste. Ab 1835 entwickelte sich ein regelrechter Badebetrieb. Im gleichen Jahr wurden die ersten Badehäuschen errichtet, für Frauen und Männer getrennt, wie es damals in den deutschen Bädern üblich war. Wohlhabende Berliner und Stettiner bauten sich hier Villen. Im Jahre 1850 hatte Misdroy bereits 317 Einwohner und 500 Badegäste aufzuweisen. Der Berliner Fremdenführer Edwin Müller schrieb drei Jahrzehnte später in seinem Führer durch die Badeorte der Inseln Wollin und Usedom.

„Misdroy liegt an der Westküste der Insel Wollin, umschlossen von den Abhängen einer bewaldeten Hügelkette, die bei den Lebbiner Bergen am Haff beginnt, und sich über Misdroy hinaus am ganzen nördlichen Küstensaume der Insel hart am Meeresstrande hinzieht. […] Wohl kein zweites deutsches Seebad hat in so kurzer Zeit einen ähnlichen rapiden Aufschwung genommen. Vor 30 Jahren war der Ort ein armseliges, aus wenigen Hütten bestehendes Fischerdorf, dessen freundliche Umgebung zwar schon damals einige genügsame Badegäste anlockte, das aber dennoch Jahre lang sein einfaches und dürftiges Aussehen bewahrte. […] Seit jener Zeit hat sich Misdroy, unterstützt durch thätige Mitwirkung der Badedirection, von Jahr zu Jahr weiter ausgedehnt, und zu einem der bedeutendsten Ostseebäder empor geschwungen.“

Nach 1860 setzte ein rasches Wachstum des Ortes ein. Die Errichtung einer protestantischen Kirche auf der Königshöhe im Jahre 1862 ist dafür Zeugnis. Im Jahre 1862 schrieb Josef Seegen aus Wien, Brunnenarzt in Karlsbad, in seinem Handbuch der allgemeinen und speziellen Heilquellenlehre: „Misdroy liegt von Buchenwäldern umgeben auf der Nordwestküste der preußischen Insel Wollin, 200 Schritte vom Strand entfernt. Der Strand besteht aus dichtem feinen Sand. Der Wellenschlag ist nur bei Westwind etwas bedeutender, was in den Herbstmonaten am häufigsten vorkommt.“

Ortspanorama um ca. 1867

Ab 1870 wurde auch das Dünengelände im Westen des Ortes nach und nach bebaut. 1869 verbesserte der Bau einer Schiffsanlegestelle für den direkten Verkehr von und nach Stettin an der Laatziger Ablage, am Großen Vietziger See, die Erreichbarkeit des Ortes.
Der Thronfolger und spätere deutsche Kaiser Friedrich III. hatte hieran seine Verdienste. Er hatte sich im Jahre 1867 einige Wochen mit seiner Familie in Misdroy erholt. Dank seiner Fürsprache wurde zwei Jahre später am Vietziger See der erwähnte Anleger für Passagierschiffe zur Direktverbindung Stettin–Misdroy–Swinemünde gebaut. Die dankbaren Einwohner von Misdroy gaben daraufhin ihrer 1885 eröffneten Seebrücke, der ersten in der Region, seinen Namen. Auf der Strecke „Laatziger Ablage“ – Misdroy fuhren Kutschen und später Kraftomnibusse. Nach dem Krieg 1870/1871 waren der damalige preußische Kronprinz mit seinem Hofstaat, der Generalpostmeister Heinrich von Stephan sowie Professor Rudolf Virchow prominente Gäste des Seebades. Von 1872 an war Misdroy eines der führenden deutschen Seebäder. Als besondere Attraktion entstand 1885 der erste Seesteg, der 1906 auf 360 Meter verlängert wurde. 1913 zerstörte ihn ein Sturmhochwasser. Er wurde erst 1921 wieder erneuert.

### Im 20. Jahrhundert: der Ort wird Seebad

Misdroy östlich von Swinemünde auf einer Karte von 1910

Karte des Ostseebads Misdroy um 1910

Nachdem 1899 eine Eisenbahnstrecke von Wollin nach Misdroy gebaut worden war, stieg die Attraktivität des Ortes weiter. Nun konnte die Eisenbahnverbindung Berlin–Ducherow–Swinemünde–Misdroy für die An- und Abreise der Gäste genutzt werden. 1930 wurden 21.115 Badegäste gezählt. Im Sommerhalbjahr 1938, im letzten Jahr vor dem Zweiten Weltkrieg, stand Misdroy mit 413.000 Gästeübernachtungen in der Rangfolge der meistbesuchten pommerschen Seebäder nach Kolberg, Ahlbeck und Swinemünde an vierter Stelle. Die Zahl der Einwohner betrug 1939 insgesamt 4145.
Eine bekannte Bewohnerin Misdroys war von 1915 bis 1945 die deutsche Schriftstellerin Magda Trott, die nur noch für ihre nach wie vor verlegten Kinderbücher Pucki (Titania Verlag) und Goldköpfchen (Engelbert Verlag) bekannt ist.
Von 1919 bis Ende 1944 bestand in Misdroy die insbesondere unter Baltendeutschen beliebte Baltenschule Misdroy, eine private Oberschule. Claus von Amsberg, der spätere Gemahl der niederländischen Königin Beatrix, besuchte in den Jahren 1938 bis 1942 diese Schule.
Südlich von Misdroy, in den bewaldeten Hügeln bei Zalesie (Laatzig) an der Laatziger Ablage am Ostufer des Wicko Małe (Kleiner Vietziger See), befand sich während des Zweiten Weltkriegs eine geheime Versuchsanlage zur Erprobung der Kanone V3, die als Mehrkammerkanone Bodenziele in weiter Entfernung unter Beschuss nehmen sollte. Reste der 1945 bis 1947 zerstörten Anlage sind noch sichtbar. In einem erhaltenen Bunker der Anlage ist ein kleines, privat betriebenes Militaria-Museum eingerichtet, das Informationen zur einstigen V3-Anlage bietet.
Bis 1945 gehörte Misdroy zum Landkreis Usedom-Wollin.

### Nach dem Ende des Zweiten Weltkriegs
Seit 1945 ist das Standesamt I in Berlin für die vor 1945 dort Geborenen zuständig (beispielsweise zur Ausstellung einer Geburtsurkunde).
Die Insel Wollin wurde gegen Ende des Zweiten Weltkriegs Anfang Mai 1945 von der Roten Armee besetzt und nach Kriegsende mit ganz Hinterpommern und einem Teil Vorpommerns mit Stettin unter polnische Verwaltung gestellt. Im Ort wurden nun Polen angesiedelt. Soweit sie nicht zuvor vor den Kampfhandlungen geflüchtet war, wurde die deutsche Bevölkerung anschließend vertrieben. Misdroy hieß nun in der Zugehörigkeit der Volksrepublik Polen Międzyzdroje.
Der Ort erhielt 1947 Stadtrecht und war von 1973 bis 1984 ein Stadtteil von Świnoujście (Swinemünde). Seitdem ist Międzyzdroje wieder eine eigenständige Gemeinde. Die Einwohner leben überwiegend von der Fremdenverkehrswirtschaft.

### Demographie
| Jahr | Anzahl Einwohner | Anmerkungen                                                            |
| ---- | ---------------- | ---------------------------------------------------------------------- |
| 1818 | 0072             | [ 9 ]                                                                  |
| 1867 | 0805             | am 3. Dezember, in rund 140 Wohngebäuden                               |
| 1871 | 0846             | am 1. Dezember, davon 837 Evangelische, vier Katholiken und fünf Juden |
| 1905 | 2115             | evangelische Einwohner                                                 |
| 1925 | 3722             | [ 13 ]                                                                 |
| 1933 | 4065             | [ 13 ]                                                                 |
| 1939 | 4129             | [ 13 ]                                                                 |

### Entwicklung der Gästezahlen
- 1846: 382[14]
- 1850: ca. 500[14]
- 1900: ca. 12.000[12]
- 1910: ca. 17.000[15]
- 1913: ca. 20.000[16]
- 1923: 13.100 (einschließlich 820 Durchreisende)[16]
- 2013: 600.000[17]

## Sehenswürdigkeiten

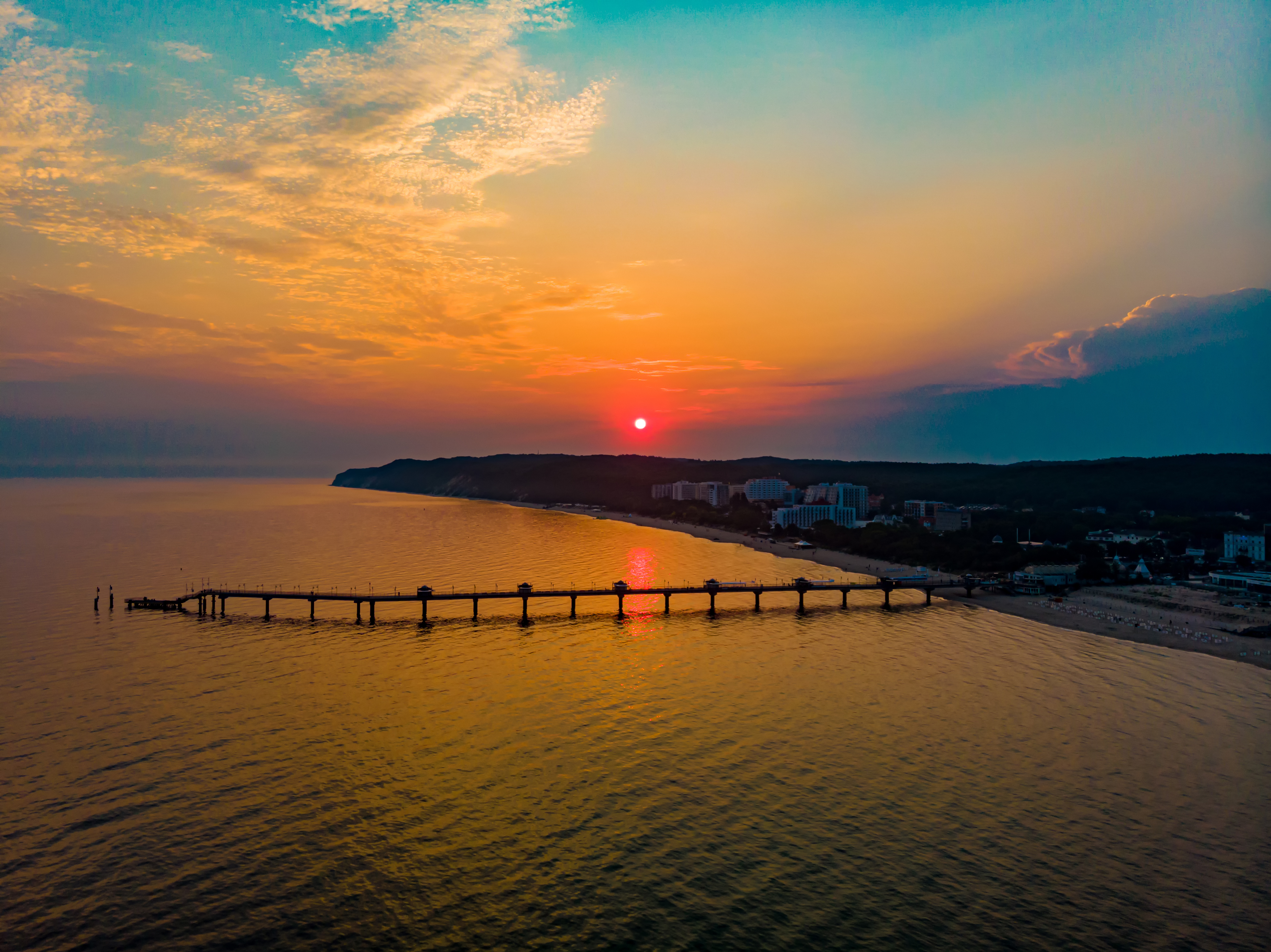
Seebrücke des Badeorts (Aufnahme 2020)

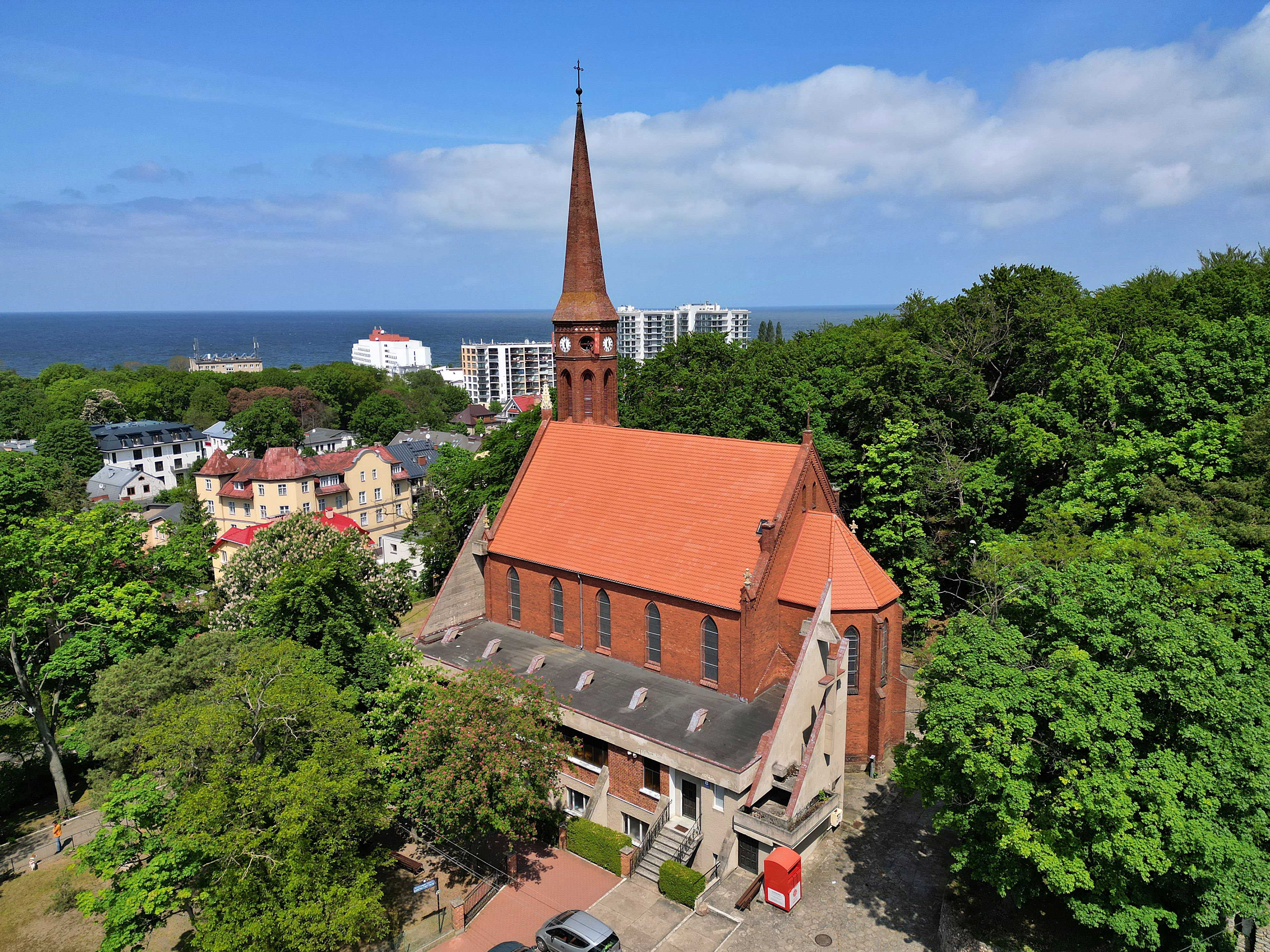
Pfarrkirche, bis 1945 evangelisch (Aufnahme 2023)

Bauwerke
- Seebrücke an der etwa 2 km langen Strandpromenade: Eine erste hölzerne Seebrücke war in Misdroy 1885 errichtet worden; sie und ihre 1906 bzw. 1920 erbauten Nachfolger sind nicht erhalten. Gegenwart: 395 m lange und 17,5 m breite Stahlbetonanlage mit Eingangsbau und Anlegemöglichkeiten für Schiffe, errichtet unter maßgeblicher Beteiligung der deutschen Reederei „Adler-Schiffe“ in zwei Bauabschnitten, zunächst von 1994 bis 1996 auf einer Länge von 120 Metern, 2004 um 275 Meter verlängert.
- Pfarrkirche, neugotischer Backsteinbau mit achteckigen Turm, errichtet von 1860 bis 1862 als evangelische Kirche nach Entwurf von Friedrich August Stüler (nach Kriegsende enteignet und seither von der polnischen katholischen Gemeinde genutzt).

Sonstiges
- Östlich der Stadt befindet sich der Wisentpark Międzyzdroje, eine Schauanlage im Wald mit Wisenten, Rotwild und Wildschweinen. Nicht zugänglich ist Besuchern die Wisentzuchtstation, die enge Beziehungen zu den deutschen Wisentgehegen auf dem Damerower Werder bei Waren (Müritz) und in Prätenow auf Usedom unterhält. Wichtig ist diese Verbindung für die Kreuzung der Bestandsgruppen zwecks Vermeidung von Inzucht in den Gehegegruppen.
- Der Kaffeeberg ist ein beliebter Aussichtspunkt und liegt im Osten von Międzyzdroje. Der Eingang zum Kaffeeberg führt durch ein Tor aus Holzstämmen. Vom Aussichtspunkt führen Treppen am Kliff zum Strand.

Kultur
- In Międzyzdroje finden regelmäßig polnische Filmfestivals statt. In der Nähe der Strandpromenade befindet sich der polnische Walk of Fame, auf dem sich polnische Schauspielerinnen und Schauspieler mit einem Handabdruck in Bronze verewigt haben.

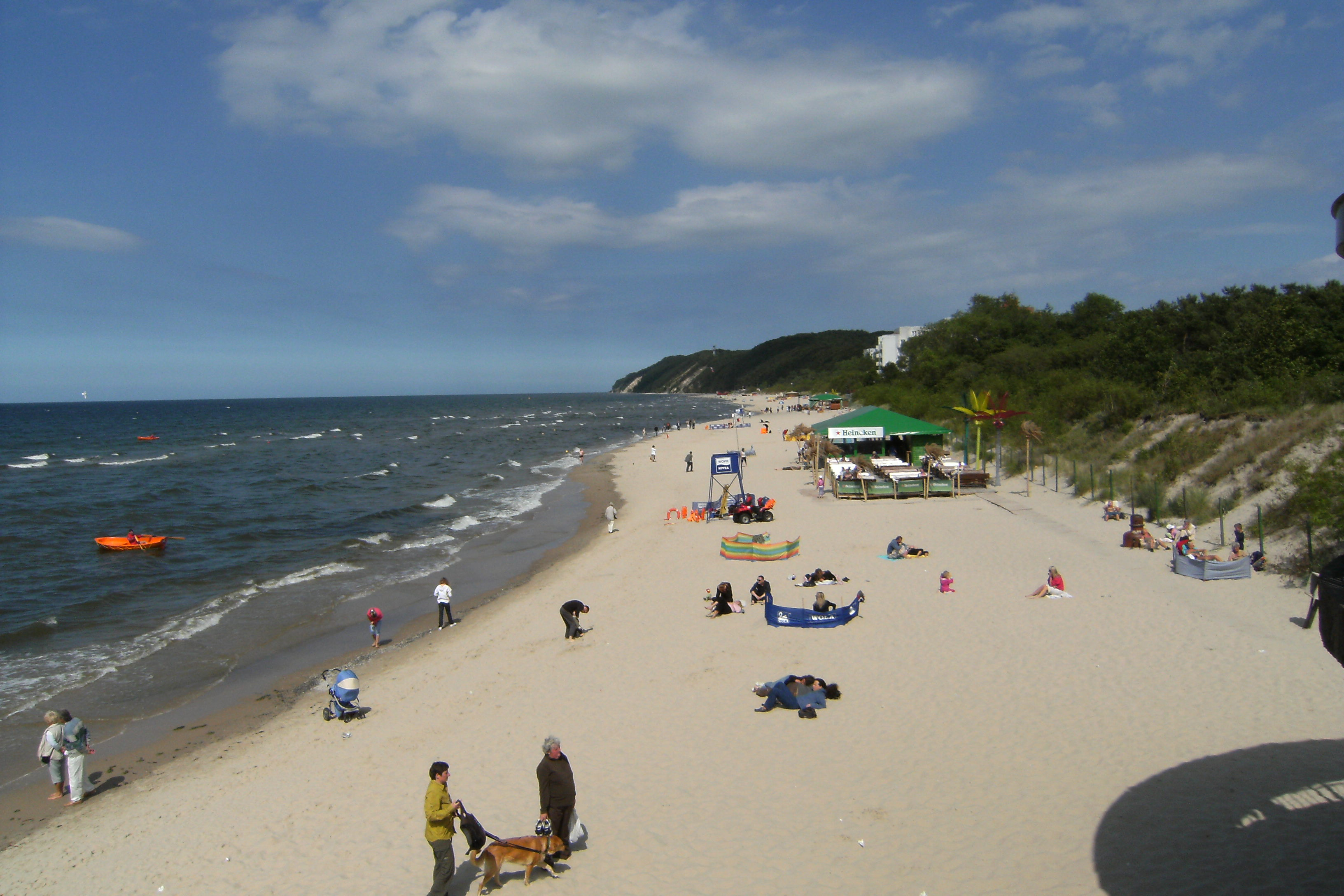
Steilküste nach Osten
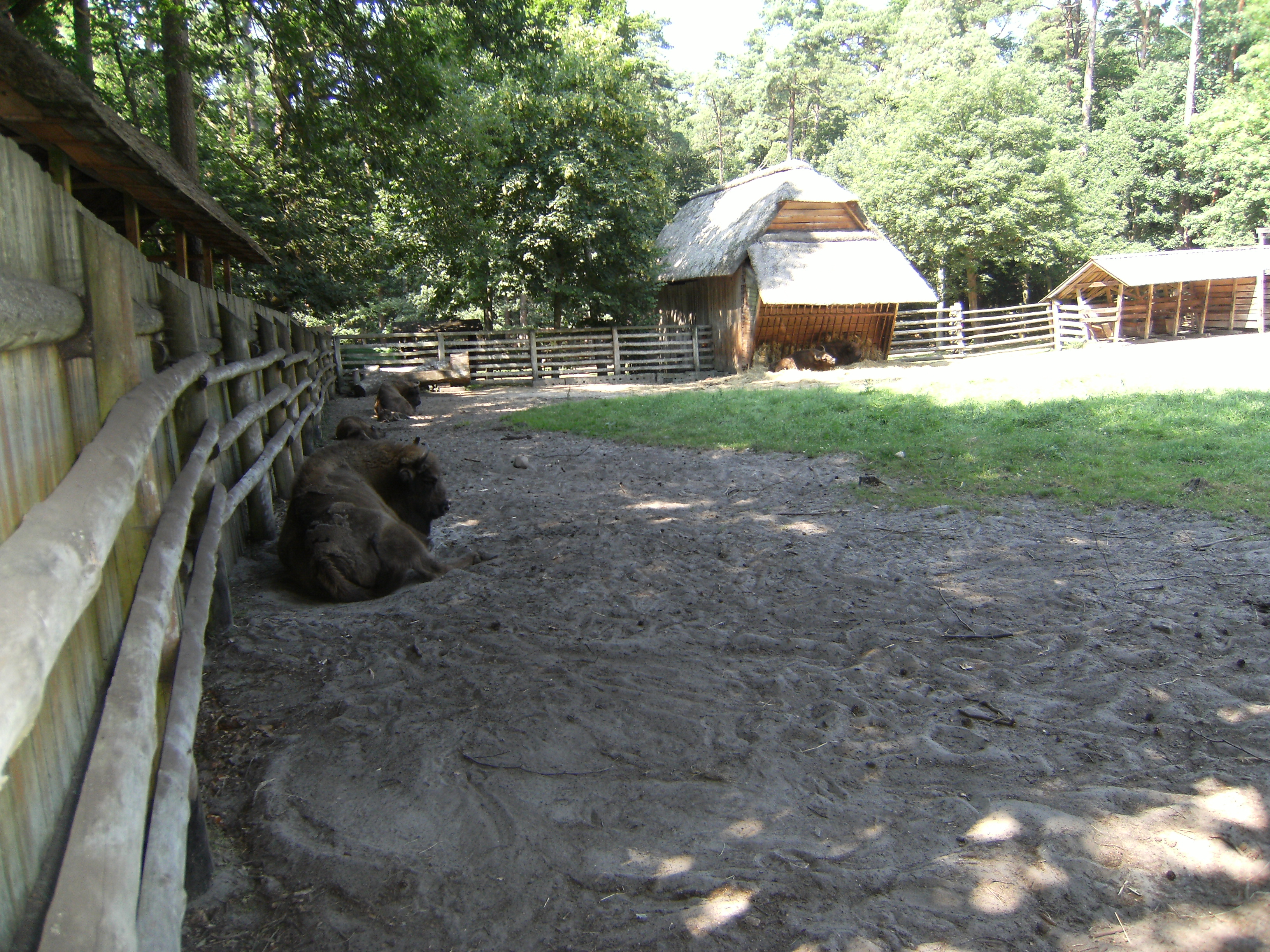
Wisentgehege im Nationalpark Wollin
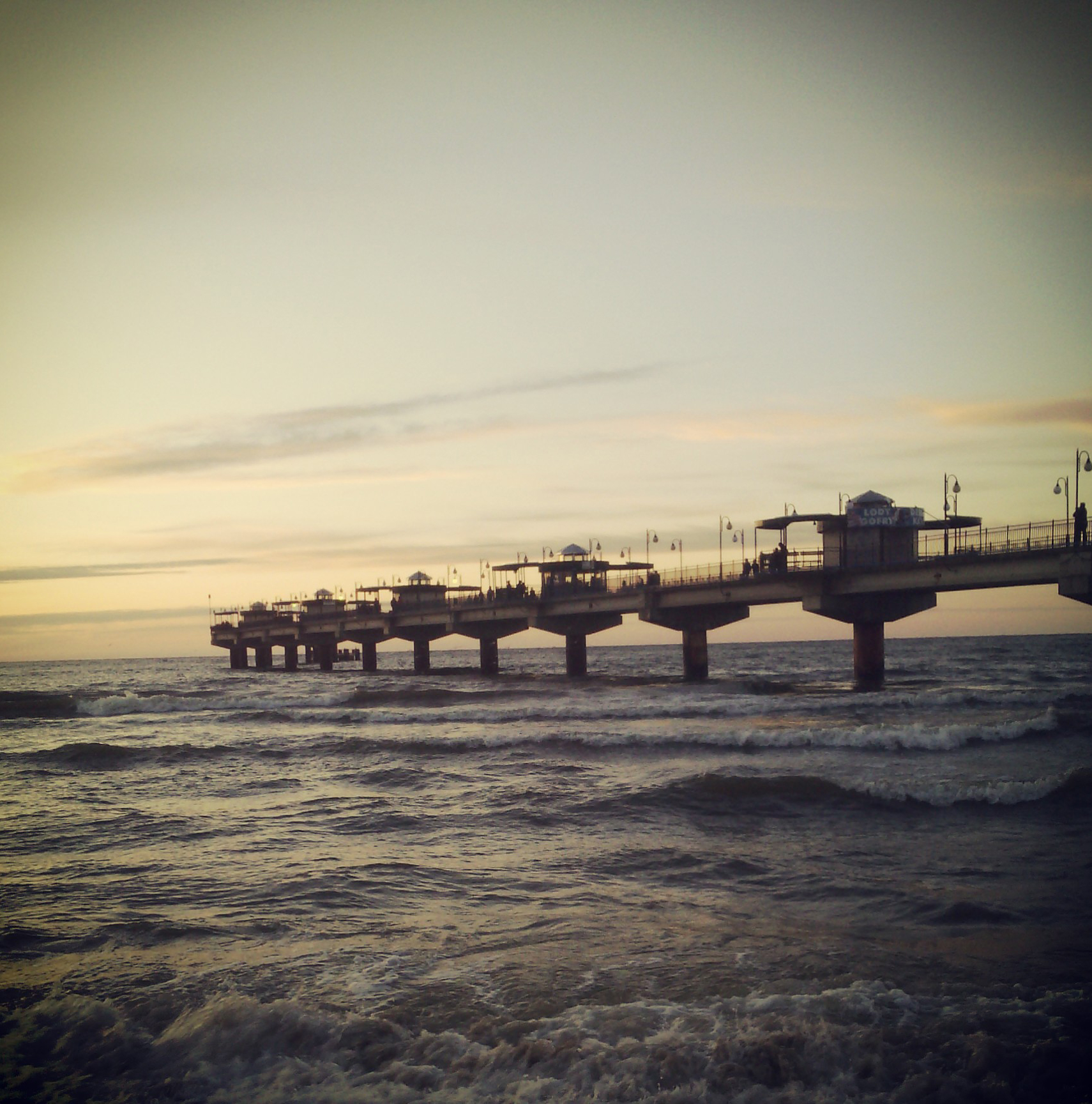
Seebrücke am Abend
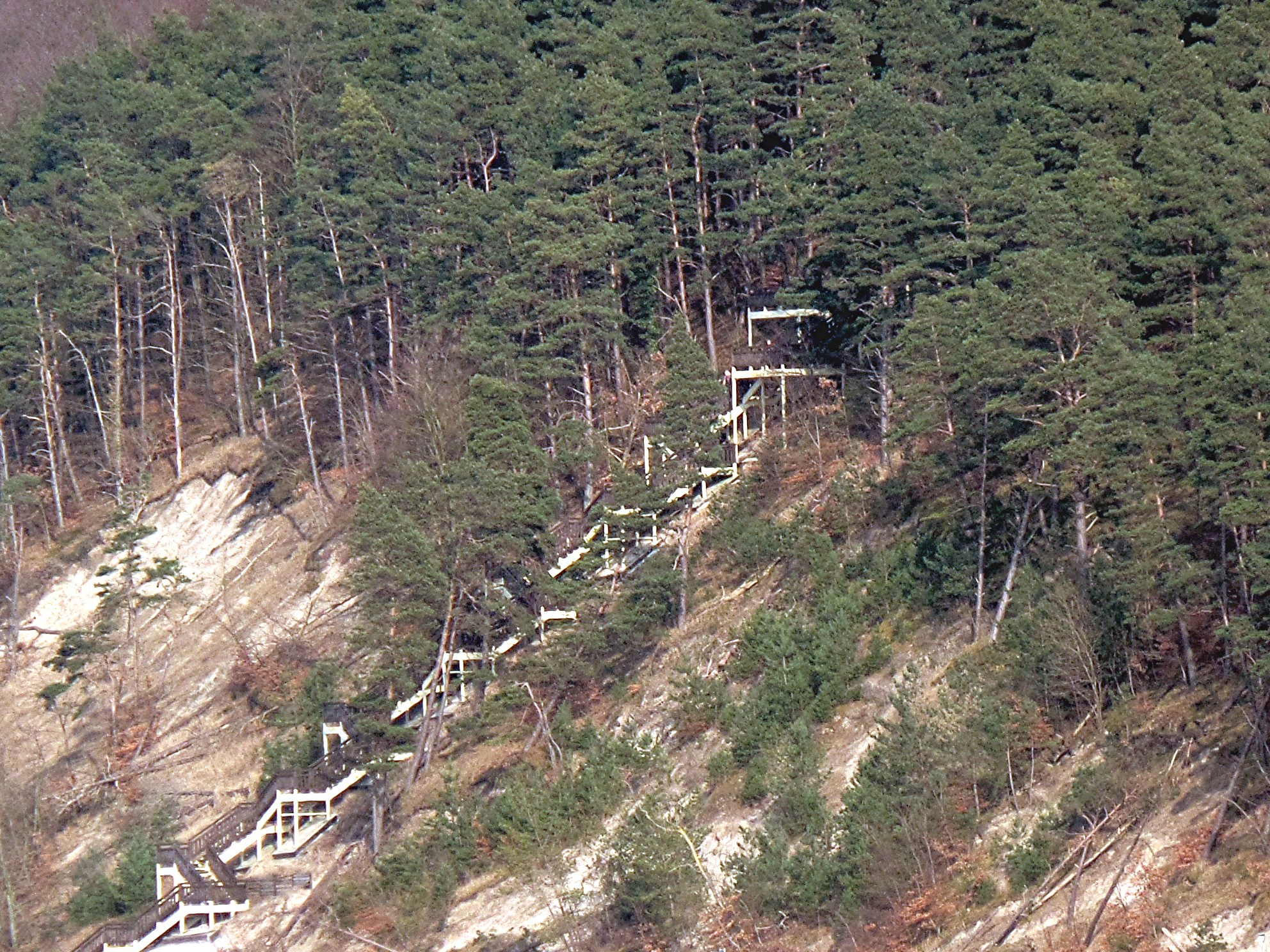
Treppe vom Misdroyer Strand zum Kaffeeberg und in den Nationalpark
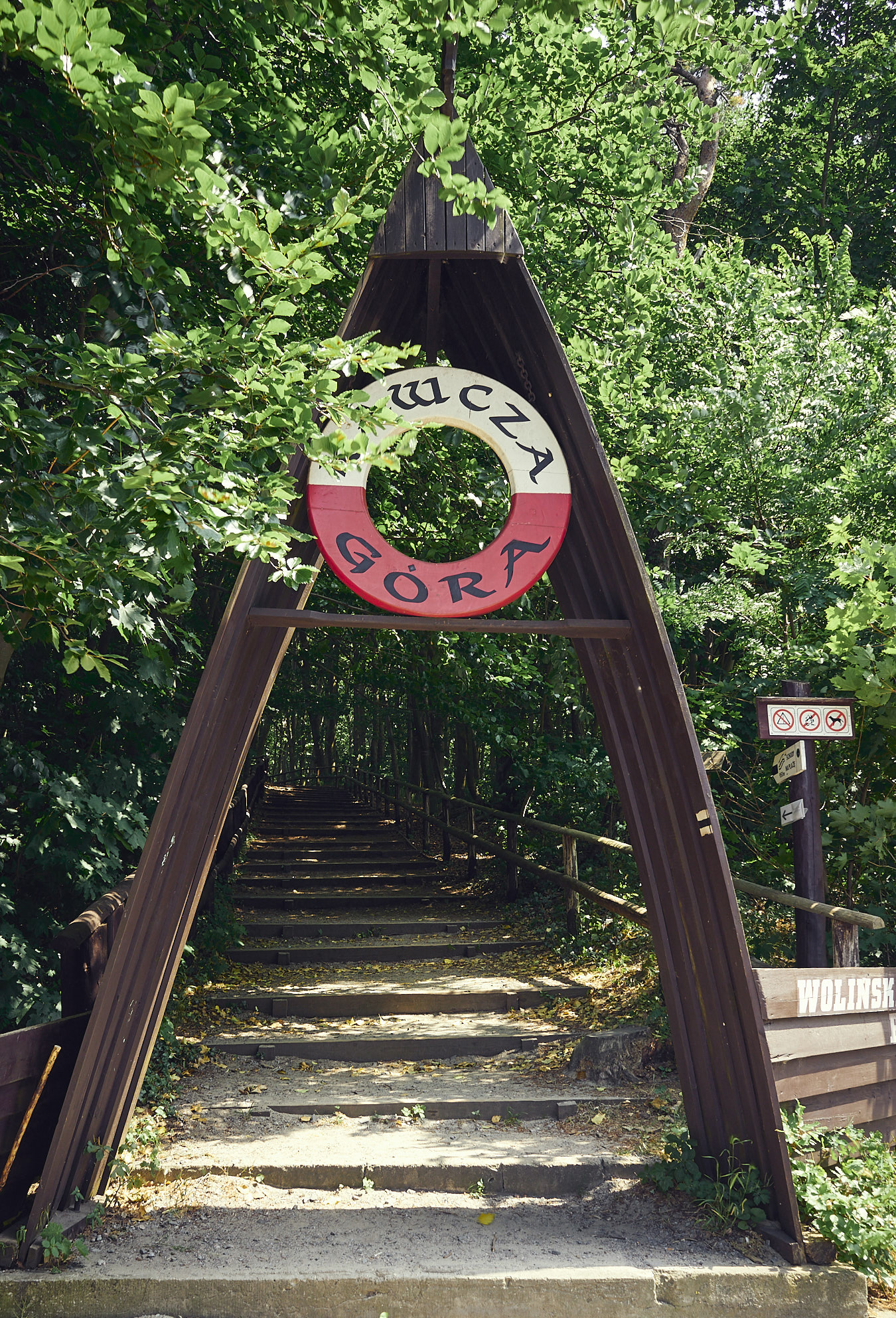
Eingang zum Kaffeeberg
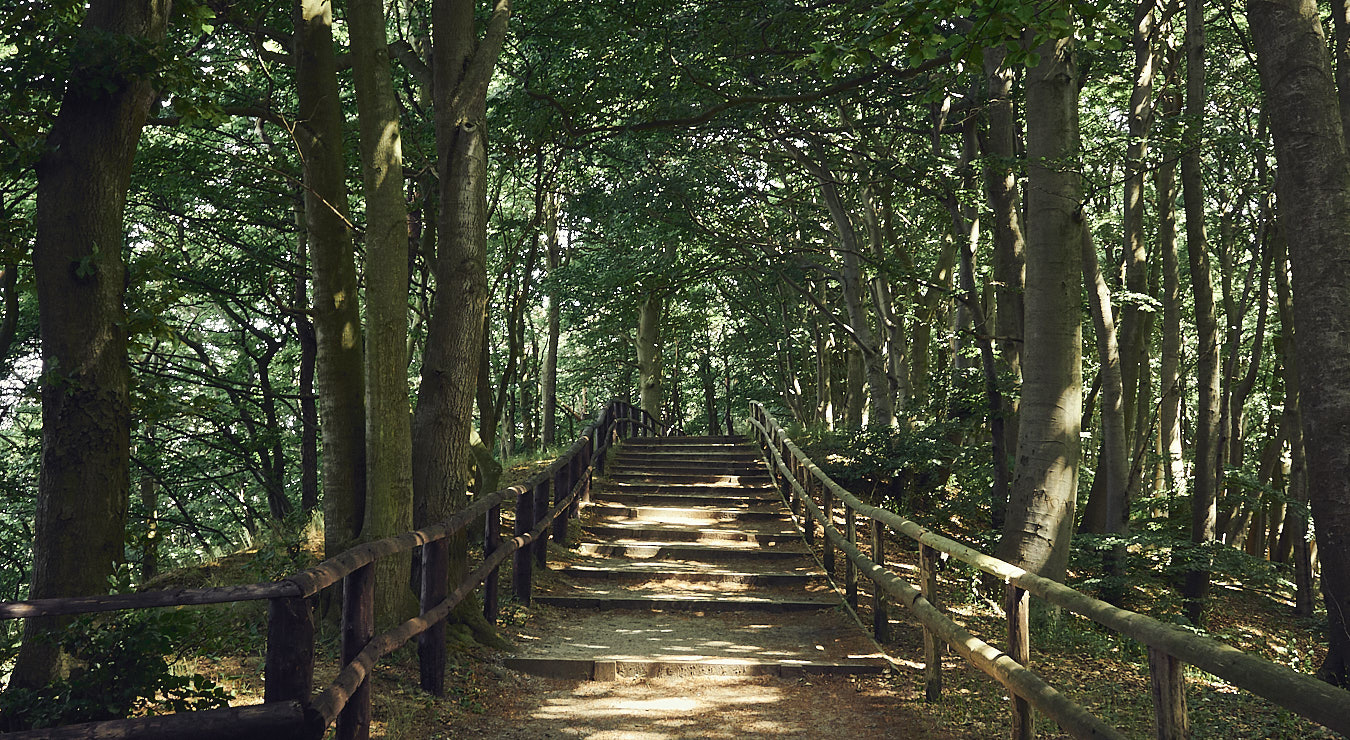
Wanderweg zum Kaffeeberg
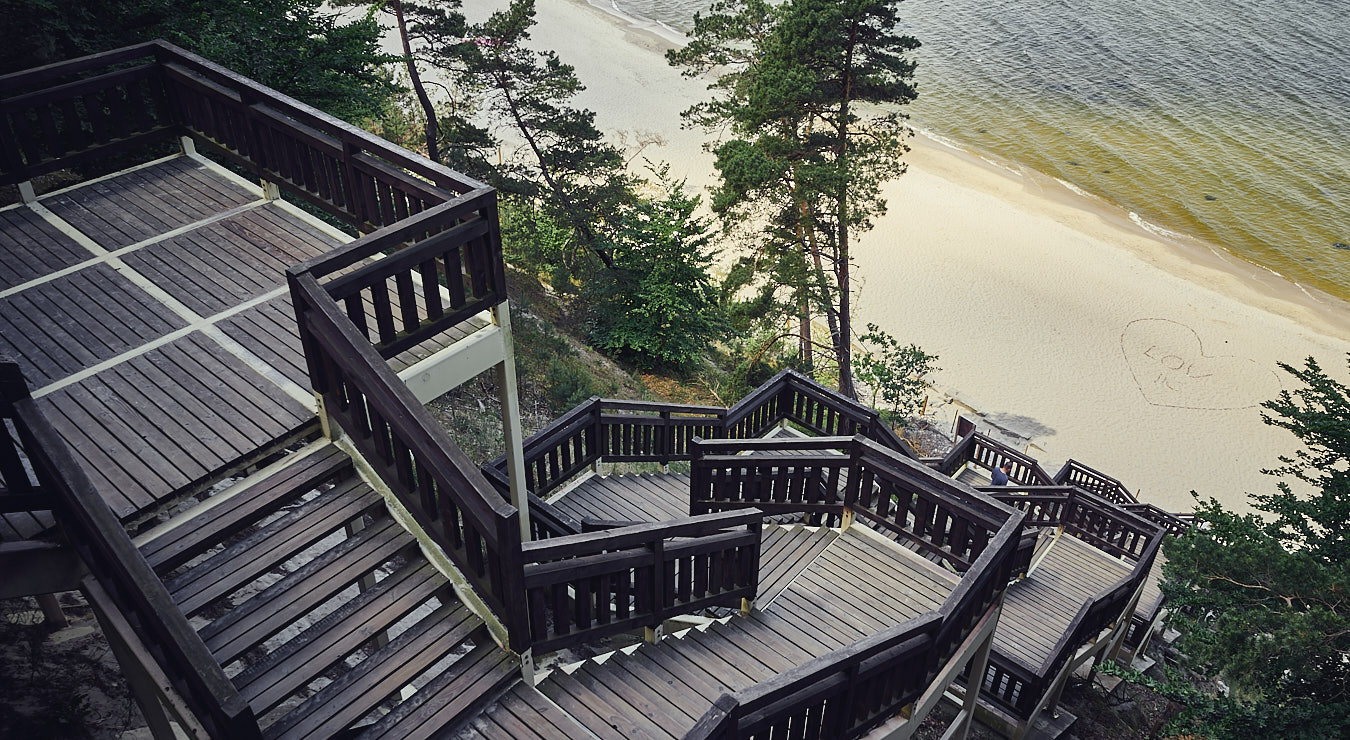
Aussicht vom Kaffeeberg
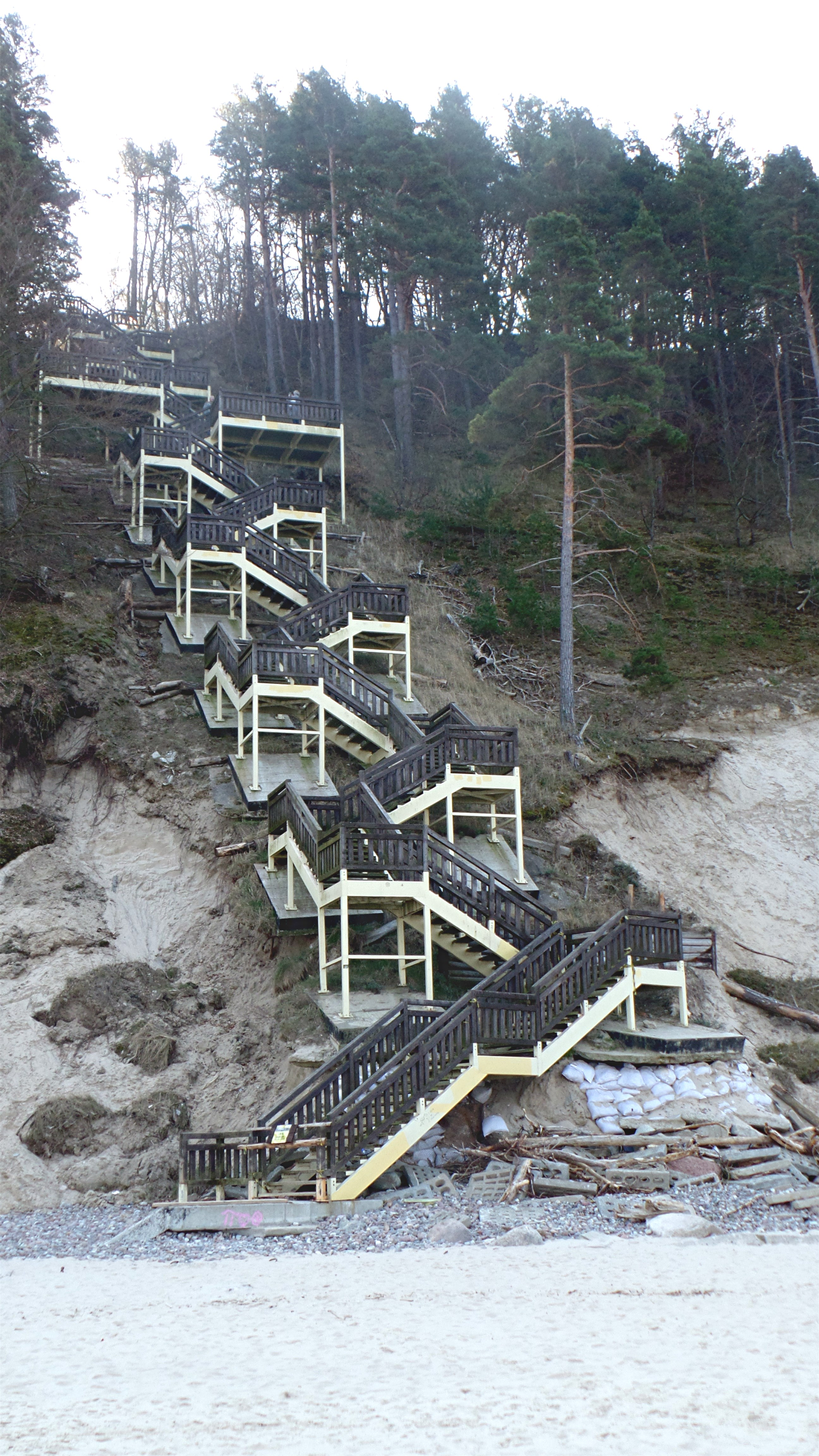
Zustand der Treppe nach einem Sturm im Dezember 2018

## Städtepartnerschaft
Patengemeinden der Stadt Międzyzdroje sind das deutsche Ostseebad Timmendorfer Strand sowie Sellin auf Rügen.

## Gmina Międzyzdroje
Die Stadt- und Landgemeinde (gmina miejsko-wiejska) Międzyzdroje umfasst ein Gebiet von 117 km² mit 6500 Einwohnern. Nordöstlich der Stadt, an der Nationalparkküste, befinden sich die Siedlungen Biała Góra (Weißer Berg) und Jaromin (Jordansee, 2010 in Grodno umbenannt).
Zur Gmina Międzyzdroje gehören neben dem Küstenort Międzyzdroje und seinen Siedlungen noch drei weitere eigenständige Ortschaften. Am Fuß der Misdroy-Lebbiner Endmoränen und an den Ufern der zum Stettiner Haff gehörenden Vietziger Seen (Wicko Wielkie und Wicko Małe) liegen
- Zalesie Wicko mit den Ortsteilen Zalesie (Laatzig) und Wicko (Vietzig).
- Lubin (Lebbin) ganz im Süden der Gmina, im Nationalpark Wollin auf einer Anhöhe von bis zu 90 Meter gelegen, eines der schönsten und bekanntesten Wanderziele mit dem Aussichtspunkt auf den Lebbiner Bergen.
- Direkt an Lubin grenzt in einer sumpfreichen Talsohle die Ortschaft Wapnica (Kalkofen) mit einem Bootsanlegeplatz und dem bekannten Ausflugsziel Jezioro Turkusowe (Türkissee), sowie seinen Waldsiedlungen Kępa und Trzciągowo.

## Wirtschaft

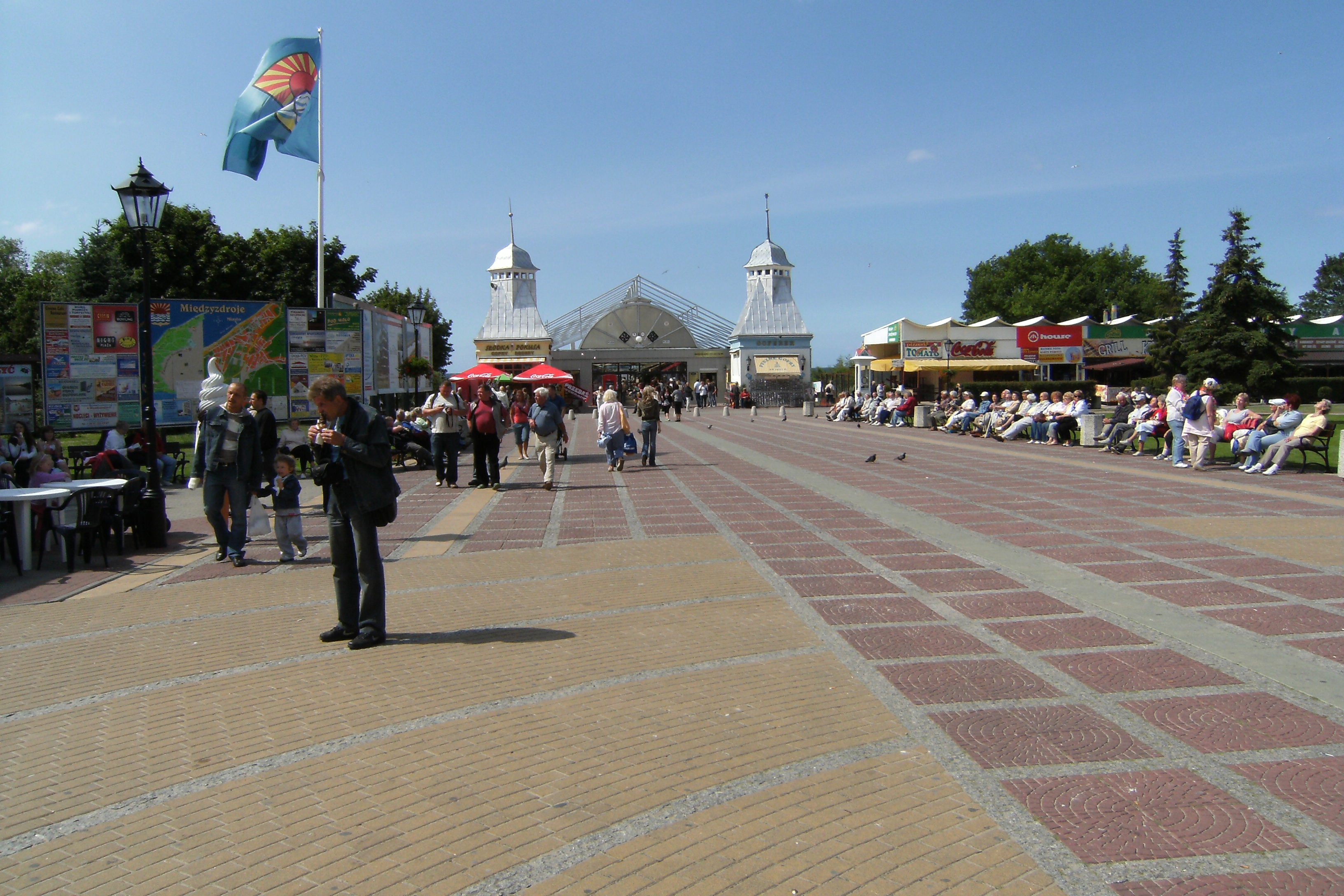
Promenade und Seebrücke von Międzyzdroje

Der wichtigste Wirtschaftszweig in Międzyzdroje ist der Tourismus. Das Seebad ist mit seinem feinsandigen Strand, der belebten Promenade, der abwechslungsreichen Steilküstenlandschaft und diversen Sehenswürdigkeiten vor allem ein beliebtes Sommerziel. Im Jahr 2013 wurden 600.000 Übernachtungen gezählt.

## Öffentliche Einrichtungen
In Misdroy befindet sich eine Zweigstelle des Staatsarchivs Stettin.
Die Universität Stettin verfügt über eine Naturforschungsstation in Misdroy.

## Verkehr
An das Straßennetz ist die Stadt über die Landesstraße DK 3 angebunden, die den Ort im Südwesten tangiert. Die Stadt hat einen Bahnhof an der Eisenbahnstrecke Szczecin–Świnoujście (Stettin–Swinemünde), die parallel zu der genannten Landesstraße verläuft. Nach Usedom im Westen wurde im Juni 2023 mit dem Swinetunnel eine neue Verkehrsanbindung in Betrieb genommen – bis dahin musste die Świna bei Karsibór (zu Świnoujście) mit der Fähre überquert werden.
Fahrradfahrer können beidseitige Randstreifen der Landesstraße nutzen oder über den sicheren, aber weitgehend unbefestigten und unbeleuchteten Waldweg entlang der Küste z. B. nach Świnoujście gelangen. Dieser Weg ist Bestandteil des internationalen Ostseeküsten-Radwegs EV10.

## Persönlichkeiten

### Söhne und Töchter der Stadt
- Else Preussner (1876–1954), deutsche Malerin und Illustratorin
- Carl Köhn (1889–1975), deutscher Politiker (BHE) und Mitglied des Niedersächsischen Landtages
- Albert Sauer (1898–1945), Lagerkommandant des KZ Mauthausen
- Werner von Ekesparre (1919–1998), deutscher Kinderchirurg und Privatdozent
- Hans Heinrich Noebel (1921–2016), deutscher Diplomat
- Egon von Gayl (* 1928), deutscher Verwaltungsbeamter
- Günter Stahnke (1928–2018), deutscher Regisseur
- Dieter Kaufmann (* 1941), deutscher Prähistoriker, ehemaliger Direktor des Landesmuseums für Vorgeschichte in Halle (Saale)
- Lothar Elias Stickelbrucks (* 1943), deutscher Kameramann
- Joachim von Harbou (* 1944), deutscher Jurist und ehemaliger Bankvorstand
- Grischa Huber (1944–2021), deutsche Schauspielerin

### Personen, die in der Stadt gewirkt haben
- Carl Hunnius (1873–1964), Theologe, gründete und leitete die Baltenschule Misdroy
- Magda Trott (1880–1945), deutsche Jugendbuchautorin („Pucki“), lebte im Haus Neue Lindenstraße 21
- Britta Wuttke (* 1940), Ärztin und Schriftstellerin (Homunkulus z Tryptyku); lebte im Haus Concordia, wurde 2010 zur Ehrenbürgerin der Stadt ernannt[21]